# Бертод (Колорадо)
Бертод (енгл. Berthoud) град је у америчкој савезној држави Колорадо.

## Демографија
По попису из 2010. године број становника је 5.105, што је 266 (5,5%) становника више него 2000. године.
| Група             | 2000.         | 2010.         |
| Белци             | 4.350 (89,9%) | 4.511 (88,4%) |
| Афроамериканци    | 11 (0,2%)     | 9 (0,2%)      |
| Азијати           | 29 (0,6%)     | 49 (1,0%)     |
| Хиспаноамериканци | 390 (8,1%)    | 439 (8,6%)    |
| Укупно            | 4.839         | 5.105         |